# Scotstown, Irland
Scotstown (iriska: Baile an Scotaigh) är en ort i republiken Irland.   Den ligger i grevskapet County Monaghan och provinsen Ulster, i den norra delen av landet, 120 km nordväst om huvudstaden Dublin. Scotstown ligger 72 meter över havet och antalet invånare är 370.
Terrängen runt Scotstown är platt åt sydost, men åt nordväst är den kuperad.Runt Scotstown är det ganska tätbefolkat, med 54 invånare per kvadratkilometer. Närmaste större samhälle är Monaghan, 7,1 km öster om Scotstown. Trakten runt Scotstown består i huvudsak av gräsmarker.